# Любопытный Джордж 3: Назад в джунгли
«Любопытный Джордж 3: Назад в джунгли» (англ. Curious George 3: Back to the Jungle) — американский мультипликационный фильм, поставленный по книгам Ханса Аугусто Рея и Маргрет Рей. Продолжение мультфильма 2009 года «Любопытный Джордж 2: По следам обезьян». 17 августа этого года была премьера одноимённого телесериала на PBS Kids. Мультфильм стал финалом мультсериала, который закончился 1 апреля того же года.

## Сюжет
Человек по имени Хьюстон просит Джорджа отправиться в космос, чтобы инициировать «Проект стоп потоп». Его миссия - взять RDS (который является специальным инструментом, который контролирует плотины в Центральной Африке, чтобы останавливать наводнения) и снять его со спутника в космосе. Спутник был сломан, и когда Джордж достанет RDS и вернёт его на Землю, он должен установить его на одной из плотин. Тед известный всеми как «Человек в желтой шляпе» разрешает Джорджу, при условиях, что он пройдёт подготовку. Джордж завершает их и уходит в космос. Пока он находится в космосе, он почти теряет RDS, а его космическая капсула вылетает на Землю. Потому, что питьевая вода Джорджа вызвала короткое замыкание контроля. Джордж спасается, но теряется в Центральной Африке.
Хьюстон, Эндрю и Тед отправляются в Центральную Африку, чтобы найти Джорджа. Он мог находиться в радиусе 500 миль. Пять поисковых команд ищут его, но позже Тед уходит, чтобы найти Джорджа, называя себя шестым отрядом. Тед не разговаривал с Хьюстоном, а Джордж мог быть далеко, далеко.

## В ролях
- Фрэнк Уэлкер — любопытный Джордж
- Джефф Беннетт — Тед (Человек в желтой шляпе)
- Анжела Бассетт — доктор Кулинда
- Джон Гудман — Хьюстон
- Александр Полинский — Техник Эндрю

## Саундтрек
Саундтрек «Любопытный Джордж 3» был выпущен 23 июня 2015 года. В саундтреке был только один сингл «Welcome to Paradise» от Plain White T's. В отличие от предыдущих двух мультфильмов, этот саундтрек был выпущен только в iTunes, а не на компакт-диске.

### Список треков
1. "Welcome to Paradise" – Plain White T’s
2. "Together Forever" – Kipp Lennon & Nick Nolan
3. "Beautiful Wild" – Kipp Lennon & Nick Nolan
4. "Up for Anything" – Mark Lennon & Nick Nolan
5. "Superman" – Ralph Saenz & Nick Nolan
6. "George, How Charming You Are!" – Heitor Pereira
7. "Ted’s Yellow Hat" – Heitor Pereira
8. "George’s Space Mission" – Heitor Pereira
9. "Space Monkey" – Heitor Pereira
10. "Looking for George in Africa" – Heitor Pereira
11. "Jungle Tree Cabin" – Heitor Pereira
12. "George, You Are the Most Fun!" – Heitor Pereira
13. "Flooding Menace" – Heitor Pereira
14. "Celestial Slime" – Heitor Pereira
15. "Storm Approaching" – Heitor Pereira
16. "Majestic Central Africa" – Heitor Pereira
17. "Leopard Chase" – Heitor Pereira
18. "And George Saves the Day Again!" – Heitor Pereira

## Релиз
Фильм был выпущен на DVD в магазинах 23 июня 2015 года. Этот фильм попал прямо на DVD и имел эксклюзивный DVD Target, включающий 4 сингла с саундтреком. Как и в первом сиквеле, этот фильм не был выпущен на Blu-ray.